# Городской велосипед

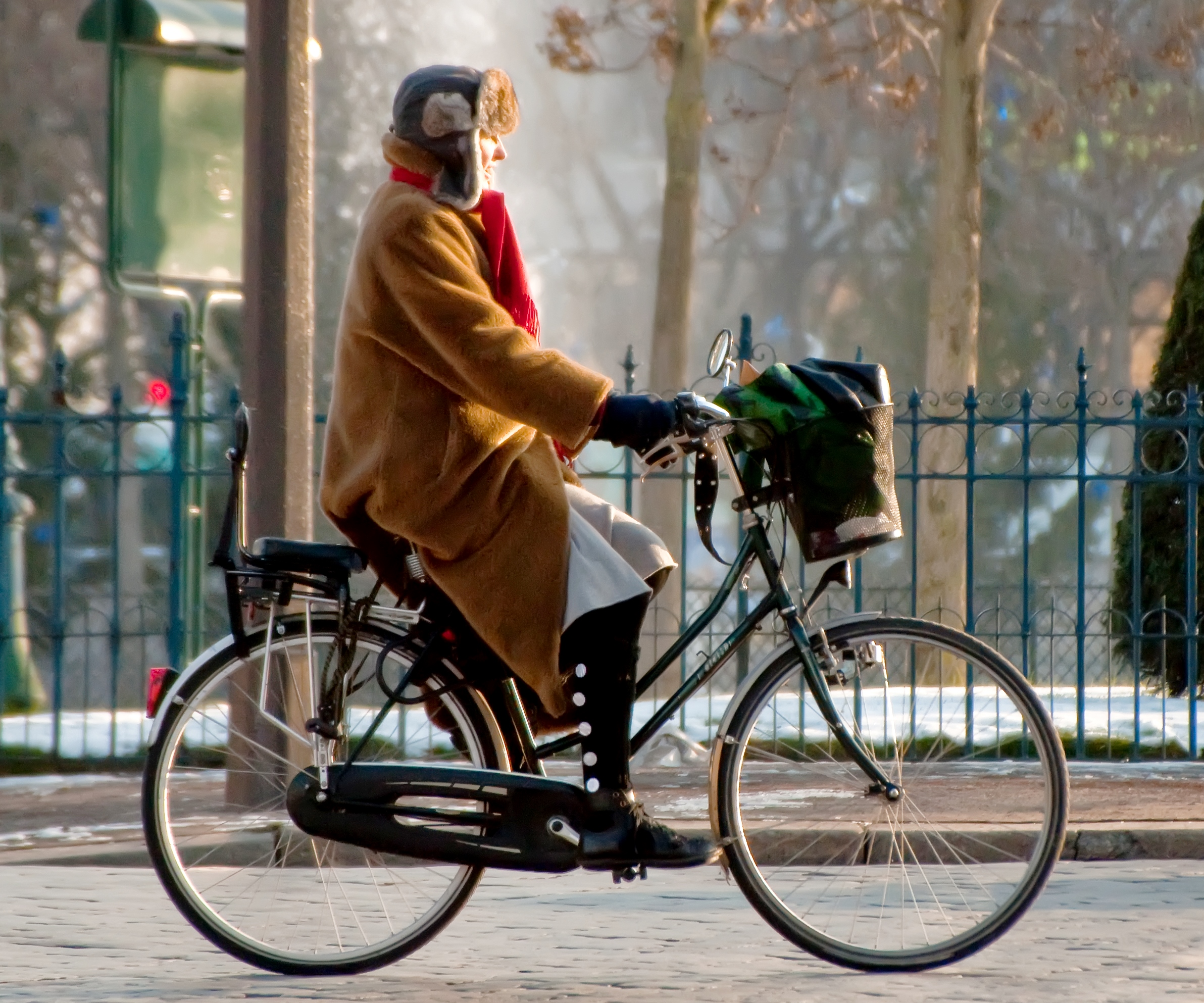
Типичный городской велосипед с прямой посадкой. Корзина на руле, детское кресло, защита цепи, зеркало заднего вида, передний фонарь, запитанный от динамо-генератора — эти приспособления повышают удобство в городских условиях.

Городской велосипед — велосипед для повседневных поездок по городу и небольших прогулок по ровной местности. Этот утилитарный тип велосипеда широко распространён по всему миру, поскольку приспособлен для поездок в обычной одежде и различных погодных условиях.
Как правило, конструкция такого велосипеда проста и больше подходит для городских условий, она нацелена на комфорт и практичность, а не на скорость и эффективность. Городские велосипеды оборудованы высоким регулируемым рулём и большим мягким седлом, поэтому человек сидит прямо, как на стуле (высокая посадка). Городские велосипеды обычно имеют меньшее количество скоростей, чем спортивные или туристические модели. Обычно верхняя труба рамы городского велосипеда расположена низко или отсутствует, поскольку рама городских велосипедов испытывает меньшие нагрузки, чем рамы спортивных велосипедов, а садиться и слезать на велосипед без верхней трубы легче, особенно в повседневной одежде. Городские велосипеды часто комплектуется багажником, крыльями, кожухом цепи и звонком. Амортизаторы отсутствуют, тормоза зачастую ножные барабанные. Трансмиссия либо без переключателя скоростей, либо с встроенной в заднюю втулку планетарной коробкой передач.
Городские велосипеды не предназначены для использования в качестве спортивного инвентаря. В некоторых городах СНГ и России реализованы системы общественного проката городских велосипедов, в том числе в Москве и Санкт-Петербурге (по состоянию на 2016 г.).

## Дизайн
Городские велосипеды спроектированы для деловых поездок в различной одежде, с разнообразными грузами, при различных погодных условиях. Поэтому они оптимальны в качестве персонального транспортного средства на небольшие расстояния в городских условиях. Как правило, такие велосипеды и не требуют долгой подготовки к поездке, а используются для спонтанных поездок.
Голландский термин Stadsfiets означает конструкцию и комплектацию городского велосипеда, характерные черты которой: прямая посадка велосипедиста, цепь полностью скрыта защитным кожухом, заднее колесо оборудовано защитой от попадания одежды (Skirtguard), блокиратор заднего колеса (O-lock), планетарная втулка, автономная система освещения с динамо-машиной и велосипедный звонок на руле.
Немецкая и голландская версия городского велосипеда очень похожи, но имеют некоторые отличия.
Традиционный дизайн европейского городского велосипеда: рама из низкоуглеродистой высоколегированной стали (применяется для изготовления недорогих велосипедных рам, менее качественна, чем хромомолибденовая), выкрашенная в чёрный цвет с хромированными элементами, c динамо-машиной, простыми фонарями, с трёхскоростной планетарной втулкой или односкоростной.
Современные городские велосипеды широко распространены в европейских городах, особенно в Амстердаме и Копенгагене. Рамы современных моделей могут быть выкрашены в различные цвета, изготовлены из алюминия или хромомолибденовой стали, велосипеды могут быть оснащены мягкой передней вилкой (с амортизаторами), подседельным штырем с амортизатором, динамо-втулкой, втулкой со встроенной в неё механизмом переключения передач, складывающейся подножкой, детскими сидениями, и интегрированными в раму или вилку фарами.

### Некоторые примеры
- Flying Pigeon (англ. Flying Pigeon) — широко распространённый китайский велосипед.
- модели Royal 8, Breezer Uptown 8, Biria Trekking Superlight 8, and the PUBLIC C7i компании Electra.
- модели Stels Navigator 2XX и 3XX компании Веломоторс.
- модели Roadkiller и Roadkiller Lady компании Shulzbikes.
- модели  Roadster (англ. Roadster (bicycle)) и Dutchi компании Linus.